# (4433) Goldstone
(4433) Goldstone est un astéroïde de la ceinture principale.

## Description
(4433) Goldstone est un astéroïde de la ceinture principale. Il fut découvert le 30 août 1981 à la station Anderson Mesa par Edward L. G. Bowell. Il présente une orbite caractérisée par un demi-grand axe de 2,43 UA, une excentricité de 0,14 et une inclinaison de 9,3° par rapport à l'écliptique.

## Compléments